# الیمپه برادنا
الیمپه برادنا (فرانسوی: Olympe Bradna‎؛ ‏ ۱۲ اوت ۱۹۲۰ – ۵ نوامبر ۲۰۱۲) هنرمند رقص و هنرپیشه اهل فرانسه بود. وی بین سال‌های ۱۹۲۱ تا ۱۹۴۱ میلادی فعالیت می‌کرد.
از فیلم‌ها یا برنامه‌های تلویزیونی که وی در آنها نقش داشته‌است، می‌توان به دلفریب و آخرین قطار از مادرید اشاره کرد.